# József Bencsis
József Bencsis (Szombathelyi Haladás, 6 de agosto de 1933 - Budapeste, 13 de julho de 1995) foi um ex-futebolista húngaro, que atuava como atacante.

## Carreira
József Bencsis fez parte do elenco da Seleção Húngara de Futebol, na Copa do Mundo de 1958, 1962 e 1966.